# داري كوستوديو دا سيلفا
داري كوستوديو دا سيلفا (8 مارس 1980 في البرازيل – )؛ هو لاعب كرة قدم سابق كان يلعب كمهاجم.

## وصلات خارجية
- داري كوستوديو دا سيلفا على موقع رابطة كرة القدم اليابانية للمحترفين (اليابانية)